# Aloys Ludwig
Aloys Ludwig (* 3. Juli 1910 in Bous (Saar); † 29. Oktober 2002 ebenda) war ein deutscher römisch-katholischer Theologe und führendes Mitglied im Nationalkomitee Freies Deutschland (NKFD).

## Leben

### Elternhaus und Studium
Aloys Ludwig wurde als Sohn des Bahnbeamten Peter Ludwig und seiner Ehefrau Angela geb. Fery im saarländischen Bous geboren. Nach dem Abitur in Saarlouis studierte er ab 1931 Philosophie und Theologie, zunächst in Trier, danach in München. Dort wurde er im Sommer 1934 wegen antinazistischer Aktivitäten („Greuelpropaganda“) von der Geheimen Staatspolizei verhaftet. In einem Gerichtsverfahren wurde er zu drei Monaten Gefängnis verurteilt und damit gleichzeitig von der Ludwig-Maximilians-Universität relegiert. Nach der Haft schloss er sein Studium in Salzburg mit der Promotion (Dissertationsthema: Die causa instrumentalis bei Thomas von Aquin) ab.

### Erste Pfarrstellen und Militärseelsorge
Nach der Priesterweihe in Salzburg im Juli 1936 arbeitete er zunächst als Jugendpfarrer in Wien, danach zwei Jahre in Strobl am Wolfgangsee. Wegen systemkritischer Predigten wurde er auf Betreiben der örtlichen NS-Parteileitung aus dem dortigen Dienst entfernt. In der Folge war er als Kaplan in Neunkirchen (Saar) tätig, bis er im Februar 1940 zur Wehrmacht einberufen wurde. Als Militärgeistlicher in Kalisch und Standortpfarrer in Prag geriet er erneut in Gegensatz zur herrschenden NS-Ideologie, was schließlich zu seiner Strafversetzung an die Ostfront führte. Im Sommer 1942 machte er den Vormarsch auf Stalingrad mit, erlebte die Einkesselung der 6. Armee und kam im Januar 1943 in sowjetische Kriegsgefangenschaft.

### Nationalkomitee Freies Deutschland
In der Gefangenschaft trat er dem antifaschistischen Nationalkomitee Freies Deutschland (NKFD) bei und gründete im Juni 1944 zusammen mit anderen Wehrmachtsgeistlichen (u. a. Josef Kaiser, Peter Mohr und Johannes Schröder) den Arbeitskreis für kirchliche Fragen beim NKFD. Über den Moskauer Sender Freies Deutschland hielt er geistliche Ansprachen und schrieb Artikel für Freies Deutschland, die Zeitung des NKFD, in denen er unter Hinweis auf die vom Hitler-Regime begangenen Verbrechen zum Widerstand gegen die NS-Diktatur aufrief. Außerdem beteiligte er sich an der Ausarbeitung von Flugblättern, die über den deutschen Linien abgeworfen wurden, um so propagandistisch gegen das NS-Regime und seinen Krieg zu wirken. Daraufhin wurde er in Berlin wegen „Kollaboration mit dem Feind“ in Abwesenheit zum Tode verurteilt.

### Nach 1945
Mit dem Kriegsende kam es im November 1945 zur Auflösung des NKFD. Ein Teil der Mitglieder wurde in die sowjetische Besatzungszone Deutschlands entlassen. Andere – unter ihnen Aloys Ludwig, der aus seiner grundsätzlich antikommunistischen Überzeugung keinen Hehl machte – wurden in ein Speziallager des sowjetischen Geheimdienstes NKWD in Gorki überstellt, wo sie in Strafprozessen nach stalinistischer Machart vermeintlicher Kriegsverbrechen beschuldigt wurden. Aloys Ludwig wurde auf dieser jedem Recht Hohn sprechenden Grundlage im Dezember 1949 zum Tode verurteilt, im April 1950 allerdings zu 25 Jahren Zwangsarbeit „begnadigt“. Im Oktober 1953 wurde er aus der Haft entlassen und kehrte in seine saarländische Heimat zurück. Bis zu seiner Pensionierung im Jahre 1975 unterrichtete er als Religionslehrer in Saarlouis.
Außer seiner pädagogischen Tätigkeit war ein wichtiges Anliegen für ihn, eine enge Verbindung zwischen der christlichen Jugendarbeit und dem Sportleben zu schaffen. Schon als Jugendlicher war er deshalb der katholischen Sportorganisation Deutsche Jugendkraft (DJK) beigetreten. Neben seiner aktiven sportlichen Betätigung und Betreuungsarbeit übernahm er im Laufe der Zeit verschiedene Vorstandsämter bei der DJK, engagierte sich in der Öffentlichkeitsarbeit und war geistlicher Beirat des Diözesanverbandes der DJK im Bistum Trier.
Aloys Ludwig starb in seinem Geburtsort am 29. Oktober 2002 und wurde auf dem dortigen Friedhof beigesetzt.
Die gegen ihn in der Sowjetunion verhängten Urteile wurden posthum für rechtswidrig erklärt und durch einen Beschluss des Moskauer Bezirksmilitärgerichts im Juli 2005 aufgehoben.

## Werke
- Warum erkennt ihr nicht von selbst, was recht ist? In: Georg Thurmair (Hrsg.): Das Siebengestirn. Freiburg i. B. 1939, S. 187–202
- Alles ist Euer. Vom Wissen um das Ganze. Recklinghausen 1939
- Zum Dienst bereit. Eine Aufnahmefeier und Einführung für Messdiener. Recklinghausen 1939
- Junger Christ. Recklinghausen 1940
- 60 Jahre Deutsche Jugendkraft Bous. Bous 1970